# ISO 3166-2:AD

Gemeinden von Andorra

Die Liste der ISO-3166-2-Codes für  Andorra enthält die Codes für die sieben Gemeinden von Andorra.

Die Codes bestehen aus zwei Teilen, die durch einen Bindestrich voneinander getrennt sind. Der erste Teil gibt den Landescode gemäß ISO 3166-1 (für  Andorra AD), der zweite den Code für die Gemeinde wieder.
Die aktuellen Codes stehen auf der Seite der ISO unter #iso:code:3166:AD zur Verfügung.

| Gemeinde            | Code  |
| ------------------- | ----- |
| Canillo             | AD-02 |
| Encamp              | AD-03 |
| La Massana          | AD-04 |
| Ordino              | AD-05 |
| Sant Julià de Lòria | AD-06 |
| Andorra la Vella    | AD-07 |
| Escaldes-Engordany  | AD-08 |